# Шёпот юности
«Шёпот юности» (кит. трад. 美麗在唱歌, англ. Murmur of Youth) — тайваньский драматический фильм Линь Чэншэня 1997 года.

## Сюжет
В фильме рассказываются параллельные истории Мэй-ли Чен, девушки из среднего класса из не очень неблагополучной семьи, которая живёт в городе в квартире, и Мэй-ли Линг, девушки из рабочего класса, которая живёт в старом частном доме на окраине города, но в более дружелюбной семье.
У Линг не ладится учёба. Одновременно парень из колледжа, который ей нравился, и с которым она дружила, нашёл себе девушку. Линг решает забрать документы. Её отец, который работает строителем, не в восторге от этой идеи. Он хотел бы, чтобы дочь получила образование, но та решительно намерена бросить учёбу. Поначалу Линг помогает отцу на стройке, а потом устраивается в кассу кинотеатра. Там она знакомится с Чен, другой кассиршей. Поначалу их объединяют только одинаковые имена, но постепенно между девушками завязывается тесная дружба.
Попутно развивается история бабушки Линг. У неё была сложная жизнь. Её собирались выдать замуж, когда она была ещё ребёнком. В подростковом возрасте она уже работала проституткой. Позже она вышла замуж за своего клиента. Она много раз не могла родить. В итоге у неё родился только один сын. Её мужа убили. Сейчас она чувствует, что её время подошло к концу и со дня на день ждёт свою смерть. Она ждёт своего умершего мужа, который должен прийти и забрать её.

## В ролях
- Рене Лю[англ.] — Мэй-ли Чен
- Джин Тсенг — Мэй-ли Линг
- Чин-Синь Цай — папа Чен
- Сю Ли — мама Чен
- Бабушка Пи — бабушка
- Пи-тунг Лин — папа Линг
- Ши-Синь Ван — пекарь
- Вики Вэй — Фен
- Чэнь Чао-чжун[англ.] — одноклассник Линг

## Приём
Обе ведущие актрисы, Рене Лю и Джин Тсенг, разделили между собой награду за «Лучшую женскую роль» на Токийском кинофестивале.
В Variety была отмечена тщательно проработанная драма, в которой тонко изображено юношеское одиночество и хрупкая связь, возникающая между двумя юными девушками. Хотя фильм снят молодым автором и видно, что он вдохновлялся работами более маститых тайваньских режиссёров, но все их приёмы он использует очень уверенно: натуралистичный стиль съёмки, неподвижная камера, отсутствие музыки. В The New York Times было отмечено, что тоска, которая пронизывала многие европейские фильмы 1960-х годов теперь переместилась в тайваньское кино. Меланхолия этого фильма напрямую связана со столкновением традиционных и современных ценностей в условиях экономического подъёма.